# ایتمیروس
ایتمیروس (نام علمی: Itemirus) نام یک سرده از راسته خزنده‌کفلان است.